# Taxila
Taxila o Tassila (in sanscrito तक्षशिला, Takṣaśilā; pāli: Takkasīlī) è un sito archeologico della provincia del Punjab in Pakistan non distante dalla frontiera con la Provincia della Frontiera del Nord Ovest e ad ovest del Territorio Federale della Capitale Islamabad e dal distretto di Rawalpindi. Probabilmente si tratta della Takasoma di Tolomeo.

## Storia

### Preistoria
La regione intorno a Taxila fu colonizzata nel neolitico, con alcune rovine a Taxila che risalgono al 3360 a.C. Nell'area di Taxila sono state scoperte anche rovine risalenti al primo periodo Harappa, intorno al 2900 a.C., anche se l'area fu poi abbandonata dopo il crollo della civiltà della Valle dell'Indo.
La prima occupazione stanziale nella Valle di Taxila è stata rinvenuta a Sarai Khola, situata a 2 km a sud-ovest del Museo di Taxila, dove tre date al radiocarbonio suggeriscono che il sito fu occupato per la prima volta tra la fine del IV e l'inizio del III millennio a.C..
In seguito, il primo grande insediamento a Taxila, nel tumulo di Hathial, fu stabilito intorno al 1000 a.C. Nel 900 a.C., la città era già coinvolta nel commercio regionale, dato che i cocci di ceramica scoperti rivelano legami commerciali tra la città e Puskalavati.

### Dominio persiano
Gli scavi archeologici dimostrano che la città potrebbe essere cresciuta in modo significativo durante il dominio dell'Impero persiano achemenide nel VI secolo a.C.. Nel 516 a.C., Dario I intraprese una campagna di conquista dell'Asia centrale, dell'Ariana e della Bactria, prima di marciare verso l'attuale Afghanistan e il Pakistan settentrionale. L'imperatore Dario trascorse l'inverno del 516-515 a.C. nella regione del Gandhara, nei dintorni di Taxila, e si preparò a conquistare la Valle dell'Indo, cosa che fece nel 515 a.C., dopodiché incaricò Scilace di Carianda di esplorare l'Oceano Indiano dalla foce dell'Indo a Suez. Dario tornò quindi in Persia attraverso il passo di Bolan. La regione continuò a essere sotto la sovranità achemenide sotto il regno di Serse I e continuò a essere governata dagli achemenidi per oltre un secolo.
Taxila fu talvolta governata come parte del regno di Gandhara (la cui capitale era Pushkalavati), in particolare dopo il periodo achemenide, ma Taxila formò talvolta un proprio distretto o città-stato indipendente.

### Alessandro Magno e il regno Indo-Greco
Durante la sua invasione della Valle dell'Indo, Alessandro Magno riuscì a ottenere il controllo di Taxila (in greco antico: Τάξιλα) nel 326 a.C. senza combattere, poiché la città fu consegnata dal suo sovrano, il re Omphis, noto nelle fonti greche anche come Tassile. Gli storici greci che accompagnarono Alessandro descrissero Taxila come "ricca, prospera e ben governata"; Arriano scrive che Alessandro fu accolto dai cittadini della città, e che vi offrì sacrifici e celebrò una gara ginnica ed equestre.
Nel 317 a.C., i satrapi greci lasciati da Alessandro furono cacciati, e Taxila passò sotto il controllo di Chandragupta Maurya, che trasformò Taxila in una capitale regionale. Si dice che il suo consigliere, Kautilya, abbia insegnato nell'università di Taxila. Sotto il regno di Ashoka il Grande la città divenne una grande sede dell'apprendimento buddista, anche se in questo periodo la città fu sede di una piccola ribellione.
Taxila fu fondata in una posizione strategica lungo l'antica "strada reale" che collegava la capitale maurya di Pataliputra, nel Bihar, con l'antica Peshawar, Puskalavati e in seguito verso l'Asia centrale attraverso il Kashmir, la Battria e Kapisa. Taxila passò quindi di mano molte volte nel corso dei secoli, con molti imperi che si contendevano il suo controllo.
Nel II secolo a.C., Taxila fu annessa dal regno indo-greco di Battria. Gli indo-greci costruirono una nuova capitale, Sirkap, sulla riva opposta del fiume rispetto a Taxila. Durante questo nuovo periodo di dominio greco-battriano, diverse dinastie (come quella del sovrano indo-greco Antialcida) governarono probabilmente dalla città come loro capitale. Durante le pause della dominazione greca, la città si arrangiava con profitto da sola, controllando in modo indipendente diverse corporazioni commerciali locali, che coniavano anche la maggior parte delle monete autonome della città. Intorno al I secolo a.C. o al I secolo a.C., un re indo-scita di nome Azilises possedeva tre zecche, una delle quali a Taxila, e batteva monete con legende al dritto in greco e in kharoshthi.

### Regno Kushan

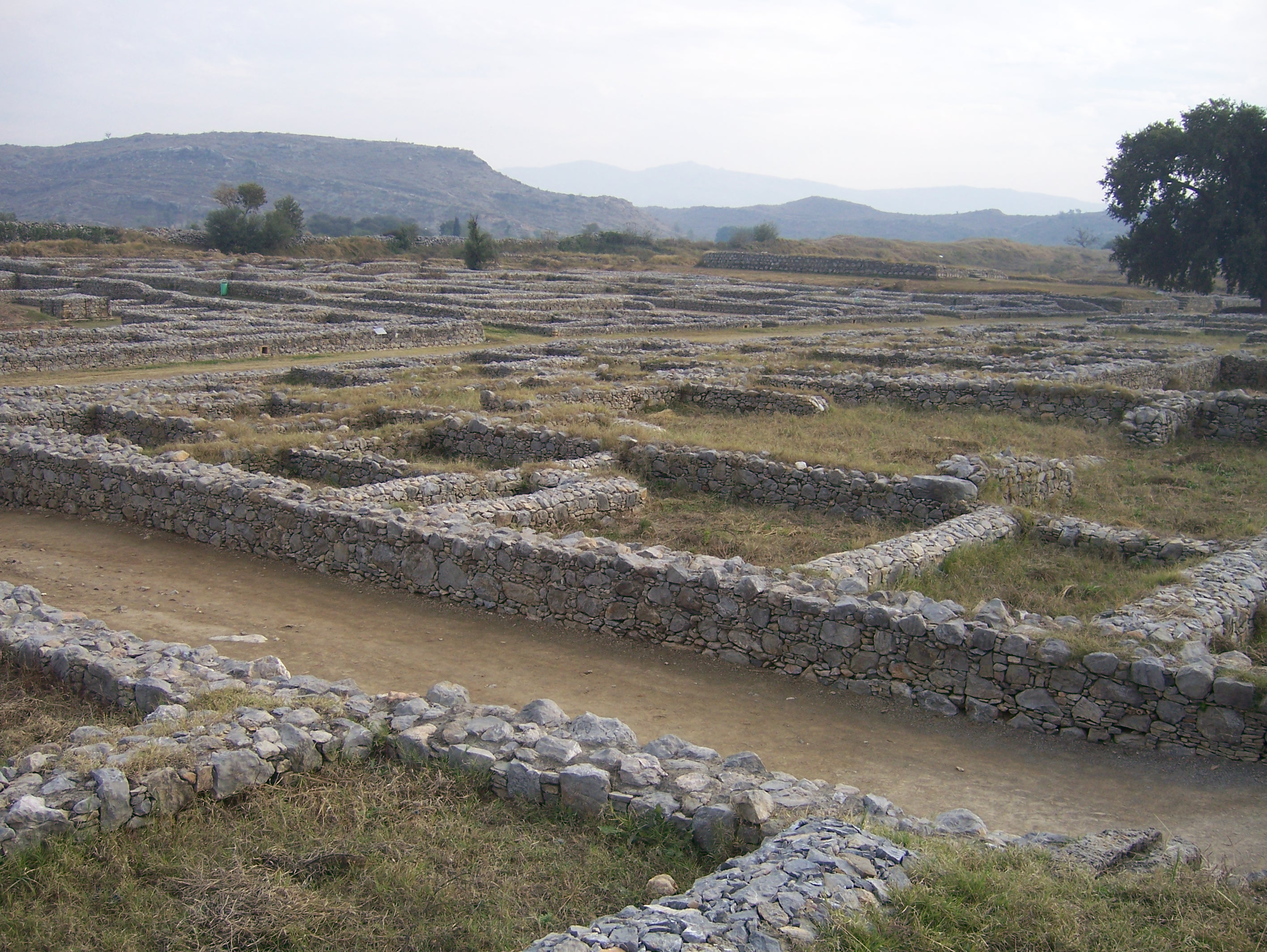
Rovine dell'insediamento di Sirkap

Intorno al 50 d.C., il filosofo greco Apollonio di Tiana avrebbe visitato Taxila, descritta dal suo biografo Filostrato, che scrisse circa 200 anni dopo, come una città fortificata disposta su una pianta simmetrica, simile per dimensioni a Ninive. L'archeologia moderna conferma questa descrizione. 
Iscrizioni risalenti al 76 d.C. dimostrano che la città era già passata sotto il dominio dei Kushan, dopo essere stata sottratta ai Parti da Kujula Kadphises, fondatore dell'Impero Kushan. Il grande sovrano Kushan Kanishka fondò in seguito Sirsukh, il più recente degli antichi insediamenti di Taxila.

### Dominazione indiana Gupta
A metà del IV secolo d.C., l'Impero Gupta occupò i territori del Gandhara orientale, stabilendosi a Taxila. La città divenne famosa per i suoi legami commerciali, tra cui seta, legno di sandalo, cavalli, cotone, argenteria, perle e spezie. È in questo periodo che la città compare pesantemente nella letteratura indiana classica, sia come centro di cultura che come città di confine militarizzata.
L'università di Taxila rimase in vita durante i viaggi del pellegrino cinese Faxian, che visitò Taxila intorno al 400 d.C. Egli scrisse che il nome di Taxila si traduceva come "la testa mozzata", ed era il luogo di una storia nella vita di Buddha "in cui egli diede la sua testa a un uomo".

### Declino
I Kidariti, vassalli dell'Impero Eftalita, sono noti per aver invaso Taxila nel 450 circa. Anche se respinta dall'imperatore Gupta Skandagupta, la città non si sarebbe ripresa, probabilmente a causa della forte presenza unna nella zona, dell'interruzione del commercio e della guerra a tre tra la Persia, lo Stato Kidarita e gli Unni nel Gandhara occidentale.
Gli Unni bianchi si abbatterono sul Gandhāra e sul Punjab intorno al 470 d.C., causando ampie devastazioni e la distruzione dei famosi monasteri e stupa buddisti di Taxila, un colpo da cui la città non si sarebbe mai ripresa. Dal 500 al 540 d.C. la città languì dopo essere caduta sotto il controllo dell'Impero unno governato da Mihirakula. Mecenate dello shaivismo indù, Mihirakula presiedette ad alcune distruzioni di siti e monasteri buddisti nelle regioni nord-occidentali del subcontinente indiano.
Xuanzang visitò l'India tra il 629 e il 645 d.C.. Taxila, che era desolata e semidiroccata, fu visitata da Xuanzang nel 630 d.C. e trovò la maggior parte dei suoi templi ancora in rovina e desolati. Vi erano rimasti solo pochi monaci. Aggiunge che il regno era diventato una dipendenza del Kashmir, con i capi locali in lotta tra loro per il potere. Ha notato che in precedenza era stato un soggetto di Kapisa. Nel IX secolo, divenne una dipendenza degli sciiti di Kabul per poi essere conqustita da Mahmud di Ghazni.

## Sito archeologico
I primi scavi in questo sito risalgono al 1861, ma solamente quelli più recenti hanno consentito di datare al IV millennio a.C. le prime tracce di insediamenti umani. Durante il VI secolo a.C. la dominazione achemenide portò all'occupazione della collina di Bhir Mound.
Taxila è stata un antico centro di studio buddista, collegata alla via della seta attraverso il passo Khunjerab e per questo era frequentata da studenti provenienti da tutto il mondo buddista. Il sito è stato in continua espansione tra il V ed il I secolo a.C. diventando, con Peshawar, uno dei due principali centri del Regno di Gandhāra. Posto nel punto di giunzione di tre importanti rotte commerciali, ha anche svolto un ruolo economico e militare molto importante.

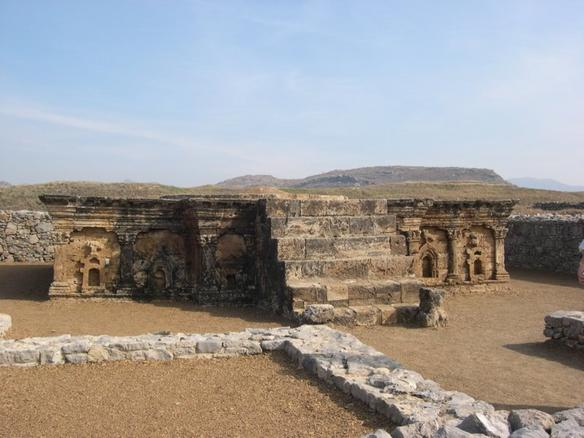
Fondamenta dello stupa di Sirkap, decorato con opere hindu, buddiste e greche

Nella zona sono stati fondati diversi centri abitati. Il più antico, Bhir-Mound durò dal V secolo a.C. al II secolo. Gli scavi fanno pensare ad una città cresciuta senza un piano apparente, fatta di case costruite con materiali scadenti ma dotata di un sistema fognario. Sono stati anche ritrovati più di mille monete greche, tra le quali due tetradracme di Alessandro il Grande ed una statera di Filippo Arrideo.
Taxila è inclusa nella lista dei Patrimoni dell'umanità dell'UNESCO.

### Sirkap
Separato da un ruscello, si trova il sito di Sirkap, probabilmente fondato dai sovrani indo-battriani dove l'archeologo sir John Hubert Marshall eseguì una serie di scavi tra il 1912 ed il 1935. 
Fu costruita dal re greco-battriano Demetrio dopo aver invaso l'India antica intorno al 180 a.C.. Demetrio fondò nel subcontinente indiano settentrionale e nord-occidentale un regno indo-greco che sarebbe durato fino al 10 a.C. circa. Si ritiene anche che Sirkap sia stata ricostruita dal re Menandro I.
Il sito di Sirkap è stato costruito secondo la pianta a griglia ippodamica caratteristica delle città greche. È organizzato intorno a un viale principale e quindici strade perpendicolari, che coprono una superficie di circa 1.200 per 400 metri, con un muro di cinta largo 5-7 metri e lungo 4,8 chilometri. Le rovine sono di carattere greco, simili a quelle di Olinto in Macedonia.
Sono stati ritrovati numerosi manufatti ellenistici, in particolare monete di re greco-battriani e tavolozze di pietra che rappresentano scene mitologiche greche. Alcuni di essi sono puramente ellenistici, altri indicano un'evoluzione degli stili greco-battriani trovati ad Ai-Khanoum verso stili più indianizzati. Ad esempio, accessori come cavigliere indiane si trovano su alcune rappresentazioni di figure mitologiche greche come Artemide.
Dopo la sua costruzione da parte dei Greci, la città fu ulteriormente ricostruita durante le incursioni degli Indo-sciti e successivamente dagli Indo-Parti dopo un terremoto nel 30 d.C.. Il re indo parto Gondofare costruì alcune parti della città, tra cui lo stupa cosiddetto dell'aquila bicipite e il tempio dedicato al dio Sole. Sirkap fu abbandonata dal II secolo a vantaggio di un nuovo sito detto Sirsukh un chilometro più a nord.
Tra i vari monasteri eretti nel sito, il più rilevante è quello dello stupa Dharmarajika, costituito da un grande stupa
a cupola, circondato da un buon numero di stupa minori e da altri monumenti sacri, che conservano decorazioni architettoniche e figurative.

### Tempio di Jandial

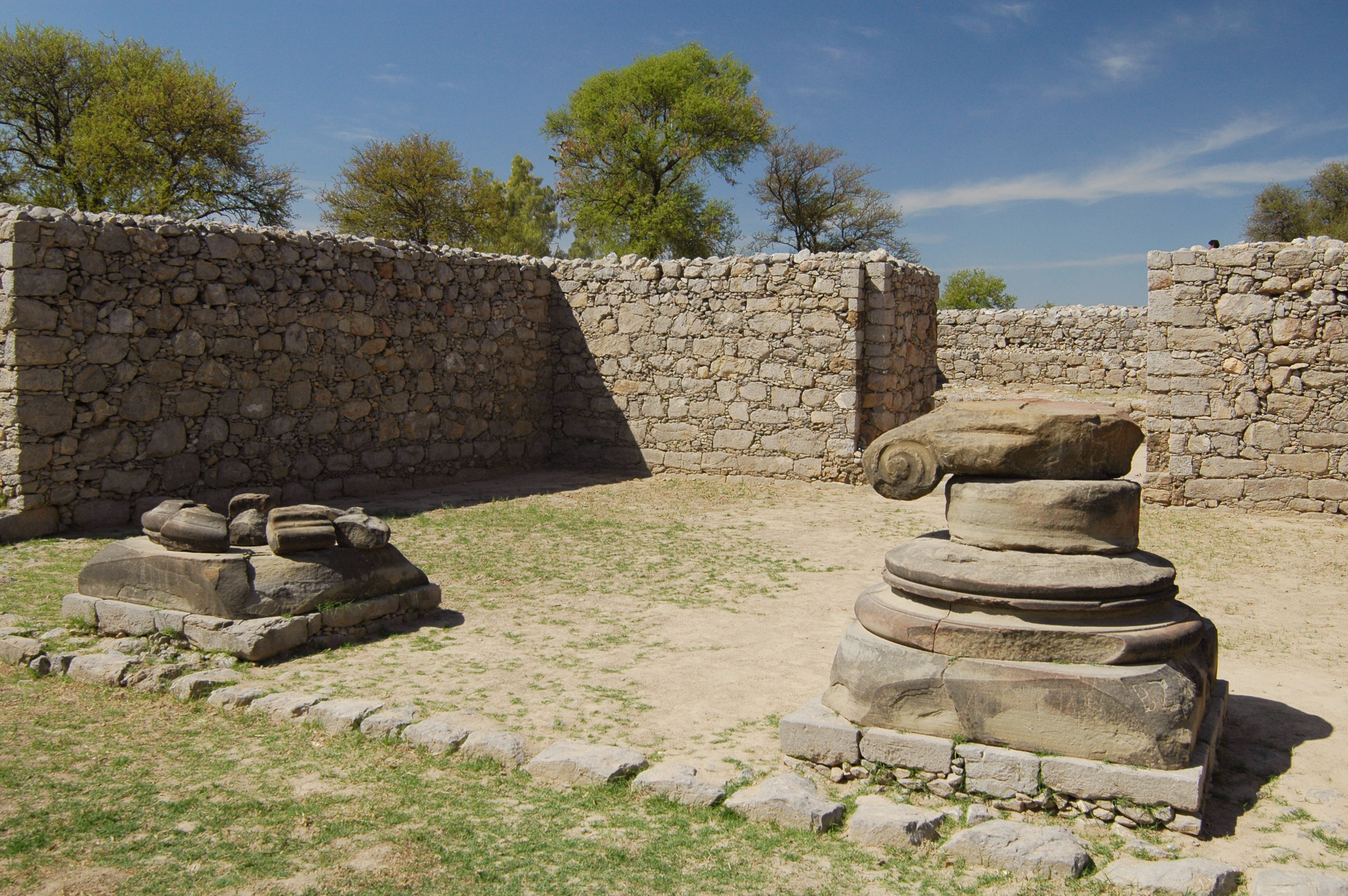
Ingresso al tempio di Jandial

Il tempio è considerato un tempio semiclassico. Il suo disegno è essenzialmente quello di un tempio greco, con un naos, un pronao e un opistodomo sul retro. Due colonne ioniche nella parte anteriore sono incorniciate da due muri ad anta come in un distilo greco in antis. Sembra che il tempio avesse un muro esterno con finestre o porte, con una disposizione simile a quella di una fila di colonne greche (disegno periptero).Le dimensioni del tempio erano di circa 45 x 30 metri.
Tuttavia, all'interno del tempio, tra il naos e l'opistodomo, c'è un pesante muro con scale, che ha portato alcuni autori a ritenere che fosse stato progettato per sostenere una ziggurat come in un tempio zoroastriano.
A parte la capitale di Pataliputra (III secolo a.C.), lo stile ionico è una rarità nel subcontinente indiano, ed è quasi scomparso in seguito. Sembra essere scomparso con l'indebolimento della presenza greca diretta in India, per essere sostituito esclusivamente dalle numerose testimonianze di arte ellenistica che si possono trovare nelle città indo-greche del Gandhara.